# جان لوك غارنييه
جان لوك غارنييه (بالإنجليزية: Jean-Luc Garnier)‏ ولد بتاريخ 22 مايو 1961 في فرنسا، هو دراج فرنسي سابق.

## روابط خارجية
- جان لوك غارنييه على موقع أرشيف الدراجات (الإنجليزية)